# Думбрава (Нямц)
Думбрава (рум. Dumbrava) — село у повіті Нямц в Румунії. Входить до складу комуни Тімішешть.
Село розташоване на відстані 310 км на північ від Бухареста, 32 км на північ від П'ятра-Нямца, 85 км на захід від Ясс.

## Населення
За даними перепису населення 2002 року у селі проживали 1185 осіб, з них 1183 особи (99,8%) румунів. Рідною мовою 1183 особи (99,8%) назвали румунську.